# 紅柴林
紅柴林，是台灣宜蘭縣三星鄉的一個傳統地域名稱，位於該鄉北部。相較於今日行政區，其範圍大致包括貴林村不含東南端、萬富村不含東北端及南部近邊界狹長地帶、萬德村不含南部凸出部分、人和村最北端，以及大同鄉崙埤村最東端、員山鄉中華村最南端。

## 歷史
台灣清治末期，紅柴林地區為一街庄，稱為「紅柴林庄」，隸屬於浮洲堡。該庄東與洲仔庄、中溪洲庄為鄰，南與阿里史庄、叭哩沙庄為鄰，西邊及北邊為蕃地，東北邊一小段與深溝庄為界。
1901年（日治明治三十四年）11月，廢縣廳改設二十廳，該庄隸屬於宜蘭廳，編入第九區。1905年（明治三十八年）7月，第九區改名「浮洲區」。1909年（明治四十二年）10月，合併二十廳為十二廳，該庄仍隸屬於宜蘭廳。1920年（大正九年），廢十二廳改設五州二廳，該庄改制並雅化為「紅柴林」大字，隸屬於臺北州羅東郡三星庄，大字下有「紅柴林」、「八王圍」、「二萬五」。
戰後三星庄改制為三星鄉，隸屬於臺北縣，大字改制為村。1950年10月，北、基、宜分治，三星鄉改隸屬於宜蘭縣。

## 聚落
本地區發展較早的聚落有利葉翼、紅柴林、破鐤金、涼沙洲、八王圍、新廍、二萬五等，在日治期初期的官方地圖上已有記載。此外，本地區尚有避風城、楓林等聚落。

## 交通
縣道196號（中山路、上將路六段～五段）是三星至五結鄉下清水的道路，大致以南向北轉西向東再轉西北西－東南東走向再轉西南西－東北東走向經過本地區南部邊界地帶中段及東段。由該道路向南可前往三星市區並止於省道台7丙線路口，向東北東可前往大洲、尾塹、歪子歪、竹林、頂五結、中一結、中二結、四百名、一百甲並止於五結防潮閘門西北側。
鄉道宜26線（萬德路、貴林路）是楓林至羅東鎮北成的道路，其西側端點位於本地區南部偏西縣道196號路口。由此向北至貴林路轉東偏北蜿蜒而行，穿越紅柴林聚落後不遠處出境，可前往中溪洲、大洲、廣興、北成並止於省道台9線路口。
鄉道宜26-1線是紅柴林至大坑的道路，其北側端點位於本地區東部經柴林聚落的鄉道宜26線路口。由此向東轉南南東經縣道196號路口出境後，可前往阿里史地區西部，經省道台7丙線路口後可前往大坑聚落的顯微宮。